# Ingerophrynus parvus
Ingerophrynus parvus es una especie de anfibios de la familia Bufonidae.
Se encuentra en Camboya, Indonesia, Malasia, Birmania y Tailandia.
Su hábitat natural incluye bosques secos tropicales o subtropicales, ríos permanentes e intermitentes y marismas de agua dulce.